# Diocesi di Punta Arenas

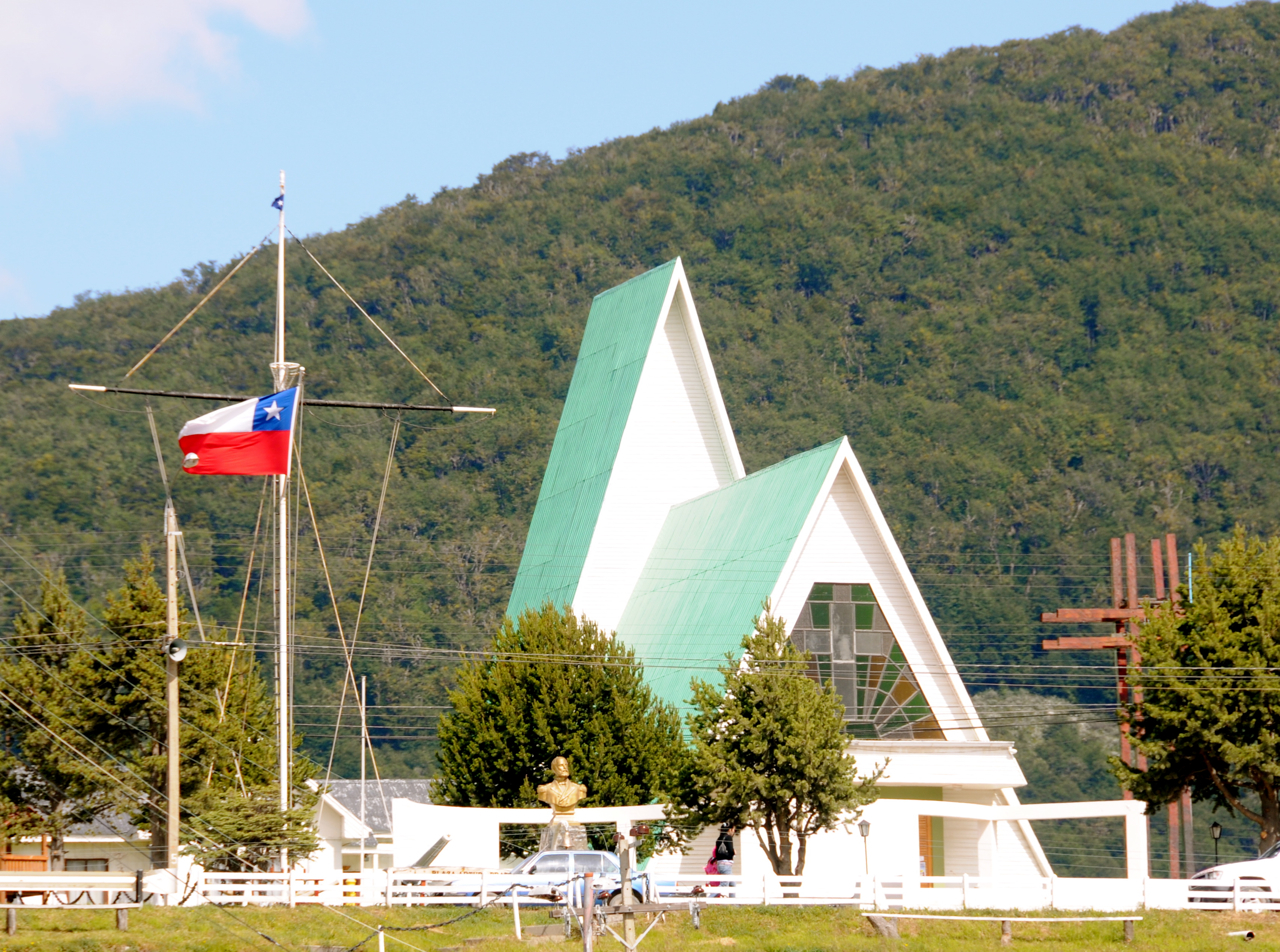
La chiesa parrocchiale di Nostra Signora del Carmine di Puerto Williams, la parrocchia più meridionale del mondo.

La diocesi di Punta Arenas (in latino: Dioecesis de Punta Arenas) è una sede della Chiesa cattolica in Cile suffraganea dell'arcidiocesi di Puerto Montt. Nel 2021 contava 145.150 battezzati su 183.265 abitanti. È retta dal vescovo Óscar Hernán Blanco Martínez, O.M.D.

## Territorio
La diocesi comprende la regione cilena di Magellano e dell'Antartide Cilena.
Sede vescovile è la città di Punta Arenas, dove si trova la cattedrale del Sacro Cuore di Gesù.
Il territorio si estende su 133.542 km² ed è suddiviso in 11 parrocchie.
Punta Arenas è la diocesi più meridionale del Cile e la parrocchia di Nostra Signora del Carmine di Puerto Williams, nella lontana isola di Navarino, è la parrocchia più meridionale del mondo.

### Parrocchie
Elenco delle parrocchie aggiornato al mese di gennaio 2022:
- Cattedrale Sacro Cuore di Gesù, Punta Arenas
- San Michele arcangelo, Punta Arenas
- Santuario Maria Ausiliatrice, Punta Arenas
- Cristo Operaio, Punta Arenas
- Nostra Signora di Fatima, Punta Arenas
- Santuario Santa Teresa delle Ande, Punta Arenas (Villa Alfredo Lorca)
- Padre Pio, Punta Arenas
- Santuario di Gesù Nazareno, Punta Arenas
- Santuario San Sebastiano, Punta Arenas
- Maria Ausiliatrice, Puerto Natales
- San Francesco di Sales, Porvenir
- Nostra Signora del Carmine, Puerto Williams

## Storia
La prefettura apostolica della Patagonia Meridionale fu eretta il 16 novembre 1883 con il decreto Cum ad catholicae fidei di Propaganda Fide, ricavandone il territorio dalla diocesi di San Carlos de Ancud e dall'arcidiocesi di Buenos Aires. La missione fu affidata ai missionari salesiani; il primo prefetto apostolico fu il sacerdote salesiano Giuseppe Fagnano.
La prefettura apostolica comprendeva sia la parte cilena che quella argentina della Patagonia Meridionale (i cui confini non erano ancora stati definiti), ed anche le Isole Falkland o Malvine. Nel 1909 la parte argentina del territorio ritornò a far parte dell'arcidiocesi di Buenos Aires.
I principali centri missionari erano Punta Arenas sulla costa pacifica e Río Gallegos sulla costa atlantica, mentre tra gli indigeni la missione di San Rafael sull'isola Dawson e quella di Cabo Peñas (oggi nel dipartimento di Río Grande in Argentina).
Il 4 ottobre 1916 in forza del decreto Quae rei sacrae della Congregazione Concistoriale, ciò che restava dell'antica prefettura apostolica fu elevata al rango di vicariato apostolico con il nome di vicariato apostolico di Magellano (vicariatus apostolicus Magellanensis), suffraganeo dell'arcidiocesi di Santiago del Cile.
Il 27 gennaio 1947 il vicariato apostolico è stato ulteriormente elevato a diocesi con la bolla Ut in amplissimo di papa Pio XII; contestualmente assunse il nome attuale e resa suffraganea dell'arcidiocesi di Concepción. La stessa bolla ha escluso dal territorio della nuova diocesi le isole Falkland o Malvine, che il 10 gennaio 1952 sono state erette in prefettura apostolica.
Il 10 maggio 1963 è entrata a far parte della provincia ecclesiastica dell'arcidiocesi di Puerto Montt.
Il 15 novembre 1986, con la lettera apostolica Cum fideles, papa Giovanni Paolo II ha confermato la Beata Maria Vergine, nota con il titolo di Auxiliadora de los Cristianos, patrona della diocesi.

## Cronotassi dei vescovi
Si omettono i periodi di sede vacante non superiori ai 2 anni o non storicamente accertati.
- Giuseppe Fagnano, S.D.B. † (2 dicembre 1883 - 18 settembre 1916 deceduto)
- Abraham Aguilera Bravo, S.D.B. † (22 dicembre 1916 - 26 ottobre 1924 nominato vescovo di San Carlos de Ancud)
- Arturo Jara Márquez, S.D.B. † (29 gennaio 1926 - 10 febbraio 1939 dimesso)
  - Sede vacante (1939-1949)[5]
- Vladimiro Boric Crnosija, S.D.B. † (1º febbraio 1949 - 29 agosto 1973 deceduto)
- Tomás Osvaldo González Morales, S.D.B. † (28 marzo 1974 - 4 marzo 2006 dimesso)
- Bernardo Miguel Bastres Florence, S.D.B. (4 marzo 2006 - 13 luglio 2022 dimesso[6][7])
- Óscar Hernán Blanco Martínez, O.M.D., dal 13 luglio 2022

## Statistiche
La diocesi nel 2021 su una popolazione di 183.265 persone contava 145.150 battezzati, corrispondenti al 79,2% del totale.
| anno | popolazione | popolazione | popolazione | presbiteri | presbiteri | presbiteri | presbiteri                | diaconi | religiosi | religiosi | parrocchie |
| anno | battezzati  | totale      | %           | numero     | secolari   | regolari   | battezzati per presbitero | diaconi | uomini    | donne     | parrocchie |
| ---- | ----------- | ----------- | ----------- | ---------- | ---------- | ---------- | ------------------------- | ------- | --------- | --------- | ---------- |
| 1950 | 48.000      | 50.000      | 96,0        | 31         |            | 31         | 1.548                     |         | 44        | 70        | 6          |
| 1966 | 79.650      | 88.500      | 90,0        | 35         | 7          | 28         | 2.275                     |         | 44        | 74        | 9          |
| 1968 | 88.500      | 91.000      | 97,3        | 38         | 5          | 33         | 2.328                     |         | 48        | 75        | 8          |
| 1976 | 90.000      | 104.000     | 86,5        | 27         | 4          | 23         | 3.333                     | 3       | 29        | 58        | 9          |
| 1980 | 77.220      | 107.411     | 71,9        | 24         | 4          | 20         | 3.217                     | 3       | 31        | 51        | 8          |
| 1990 | 136.000     | 149.000     | 91,3        | 25         | 4          | 21         | 5.440                     | 3       | 25        | 43        | 9          |
| 1999 | 120.000     | 160.000     | 75,0        | 24         | 6          | 18         | 5.000                     | 9       | 20        | 35        | 10         |
| 2000 | 120.000     | 157.769     | 76,1        | 29         | 7          | 22         | 4.137                     | 9       | 26        | 31        | 10         |
| 2001 | 126.215     | 157.769     | 80,0        | 29         | 7          | 22         | 4.352                     | 7       | 26        | 31        | 10         |
| 2002 | 126.388     | 153.660     | 82,3        | 26         | 7          | 19         | 4.861                     | 9       | 22        | 30        | 10         |
| 2003 | 121.880     | 150.826     | 80,8        | 25         | 7          | 18         | 4.875                     | 9       | 23        | 27        | 10         |
| 2004 | 120.208     | 150.826     | 79,7        | 24         | 6          | 18         | 5.008                     | 8       | 23        | 22        | 10         |
| 2013 | 143.300     | 173.100     | 82,8        | 18         | 7          | 11         | 7.961                     | 21      | 13        | 17        | 11         |
| 2016 | 143.250     | 174.165     | 82,2        | 18         | 7          | 11         | 7.958                     | 19      | 11        | 19        | 11         |
| 2019 | 144.819     | 178.666     | 81,1        | 19         | 7          | 12         | 7.622                     | 19      | 13        | 17        | 11         |
| 2021 | 145.150     | 183.265     | 79,2        | 15         | 7          | 8          | 9.676                     | 18      | 8         | 16        | 11         |